# Hans Roth
Hans Roth Merz (Zúrich, Suiza; 26 de julio de 1934 - Rankweil, Austria; 16 de agosto de 1999) fue un arquitecto y jesuita suizo conocido especialmente por su trabajo de restauración de las Misiones Jesuíticas de la Chiquitania en Bolivia y de recuperación cultural de la zona. Inició su trabajo en 1972 en San Rafael de Velasco y continuó con las construcciones de Concepción y San Javier, ampliando posteriormente su labor a San Miguel de Velasco, Santa Ana de Velasco, San Rafael y San José de Chiquitos. Su permanencia durante 30 años en el país lo empleó para construir más de 200 edificaciones, entre ellas escuelas, hospitales, iglesias, capillas, casas para sacerdotes y de religiosas, particularmente en la región de la Chiquitanía.

## Trayectoria
Hans Roth nació en la ciudad de Zúrich, Suiza, el 26 de julio de 1934.
Se incorpora a la Compañía de Jesús en 1955. Realiza estudios de latín, griego y filosofía en Austria y Alemania. Más tarde se diplomará en arquitectura en la Escuela Politécnica Federal de Zúrich (1961-1966) tras realizar estancias en Irlanda, África y Grecia. Viajó posteriormente a la India donde trabajó en un gabinete de arquitectura de Nueva Delhi, de 1968 a 1970 estudió teología en el Seminario Papal de Poona en India. En la India trabajó apoyando a la Madre Teresa de Calcuta construyendo casas para los desamparados y una iglesia en India.
De 1970 a 1972 realizó proyectos en Bellinzona (Suiza) para el Colegio Jesuita en Feldkirch Austria hasta que fue enviado a Bolivia por el procurador de la Compañía de Jesús en Zúrich Félix A. Plattner para restaurar las iglesias de Chiquitania. El procurador, que era historiador del arte, había visitado en 1957 y 1958 y dio a conocer a Europa las obras del jesuita Martin Schmidt. Envió a Roth coincidiendo con el bicentenario de la muerte de Schmidt en 1972. Tenía prevista una estancia de seis meses y sus superiores de la Compañía de Jesús le ordenaron regresar a Europa pero Roth no obedeció, y cautivado por la arquitectura recién descubierta, decidió renunciar a la Orden para instalarse hasta su muerte en los pueblos chiquitanos.
Su primera obra de restauración fue el templo y complejo de San Rafael. Para su trabajo de restauración Hans Roth fue respetuoso con la esencia arquitectónica indígena chiquitana. Para la reconstrucción en la que participaron los indios chiquitanos creó escuelas de carpintería, ebanistería y tallado. Estos talleres también empezaron a trabajar en la talla de instrumentos musicales. Se establecieron en el marco de talleres de aprendizaje IBA (Instituto Boliviano de Aprendizaje).
Fue en San Rafael y en Santa Ana de Velasco donde localizó y rescató cinco mil hojas manuscritas de partituras de música barroca guardadas actualmente en el Archivo Musical de Chiquitos, uno de los archivos más importantes de música barroca a escala mundial. La recuperación de las partituras fue clave para la revitalización de la tradición musical cultural de la zona.
El trabajo de Hans Roth fue clave para que en 1990 el Conjunto Misional de Concepción fuera declarado por la UNESCO "Patrimonio de la Humanidad".
En 1996 Roth fue el promotor del Ier Festival Internacional de Música Renacentista y Barroca Americana "Misiones de Chiquitos".
Roth llegó a Bolivia en 1972 e inició la restauración en San Rafael. Continuó con Concepción y San Javier y posteriormente con San Miguel, Santa Ana, San Rafael y San José. Su permanencia durante 30 años en el país lo empleó para construir más de 200 edificaciones, entre ellas escuelas, hospitales, iglesias, capillas, casas para sacerdotes y de religiosas, particularmente en la región de la Chiquitanía donde residió -tenía establecido su cuartel general en Concepción- con su esposa y sus dos hijos hasta su muerte en 1999.

## Obra

### San Rafael
La restauración iniciada en 1972 fue realizada sobre la base de un proyecto de los arquitectos Georg e Ingrid Küttinger. La obra incluyó el tallado de nuevos horcones colocados sobre cimientos de hormigón, el cambio de las vigas y las tijeras dañadas y la renovación de pinturas murales.

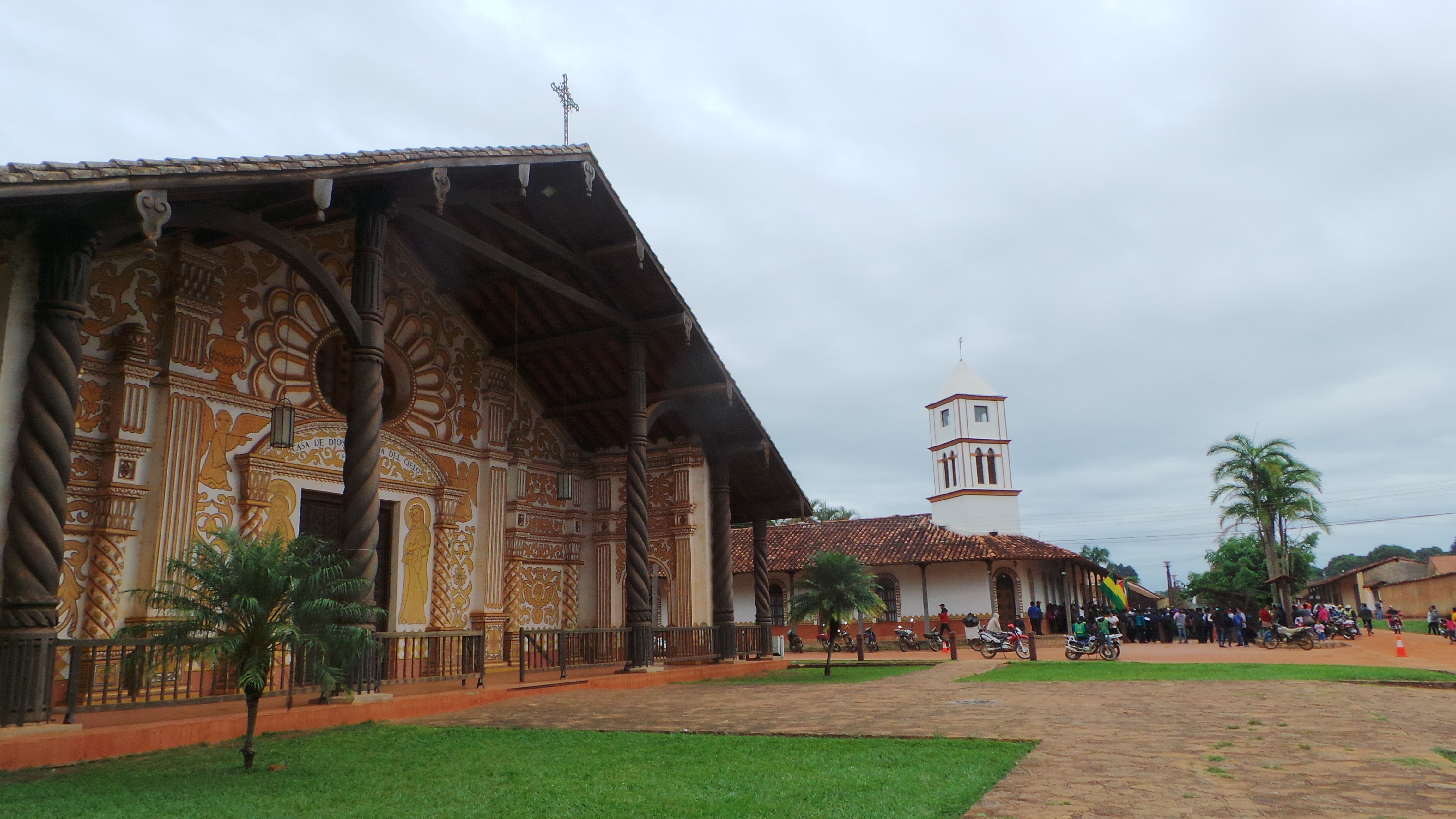
Catedral de Concepción restaurada por Hans Roth en 1975

### Concepción
La reconstrucción de la iglesia de Concepción, construida entre 1753 y 1756 por Martín Schmidt, fue realizada entre 1975 y 1982. Se ocupó de la restauración de la iglesia y los claustros donde reemplazaron todas las maderas. En Concepción, las pinturas originales no pudieron ser salvadas y se hicieron nuevamente. La catedral de Concepción es uno de los templos más grandes que rehabilitó y el trabajo está considerado uno de los más llamativos en la obra de restauración de Roth. En Concepción Roth tenía su cuartel general y en 1985 todavía dirigía los talleres de carpintería, forja y labrado en el Vicariato de Ñuflo de Chávez.

### San Miguel
Paralelamente desde 1979 a 1983 restauró con el carpintero Alois Falkinger la iglesia de San Miguel. Se tallaron nuevamente los horcones colocados también sobre cimientos de hormigón, además de realizarse el cambio de vigas, tirantes y tijeras. Algunas pinturas murales debieron ser desprendidas de las paredes, porque amenazaban desplomarse, y que luego de ser reparadas fueron vueltas a pegar.

### San Javier y San José
En 1987 inició la restauración de la iglesia y el convento de San Javier sustituyendo las vigas y las tijeras dañadas al igual que las tallas de los horcones. Al año siguiente, se comenzó el proyecto de San José, donde se demolieron los edificios anexos, y se reemplazaron los horcones y las maderas interiores.

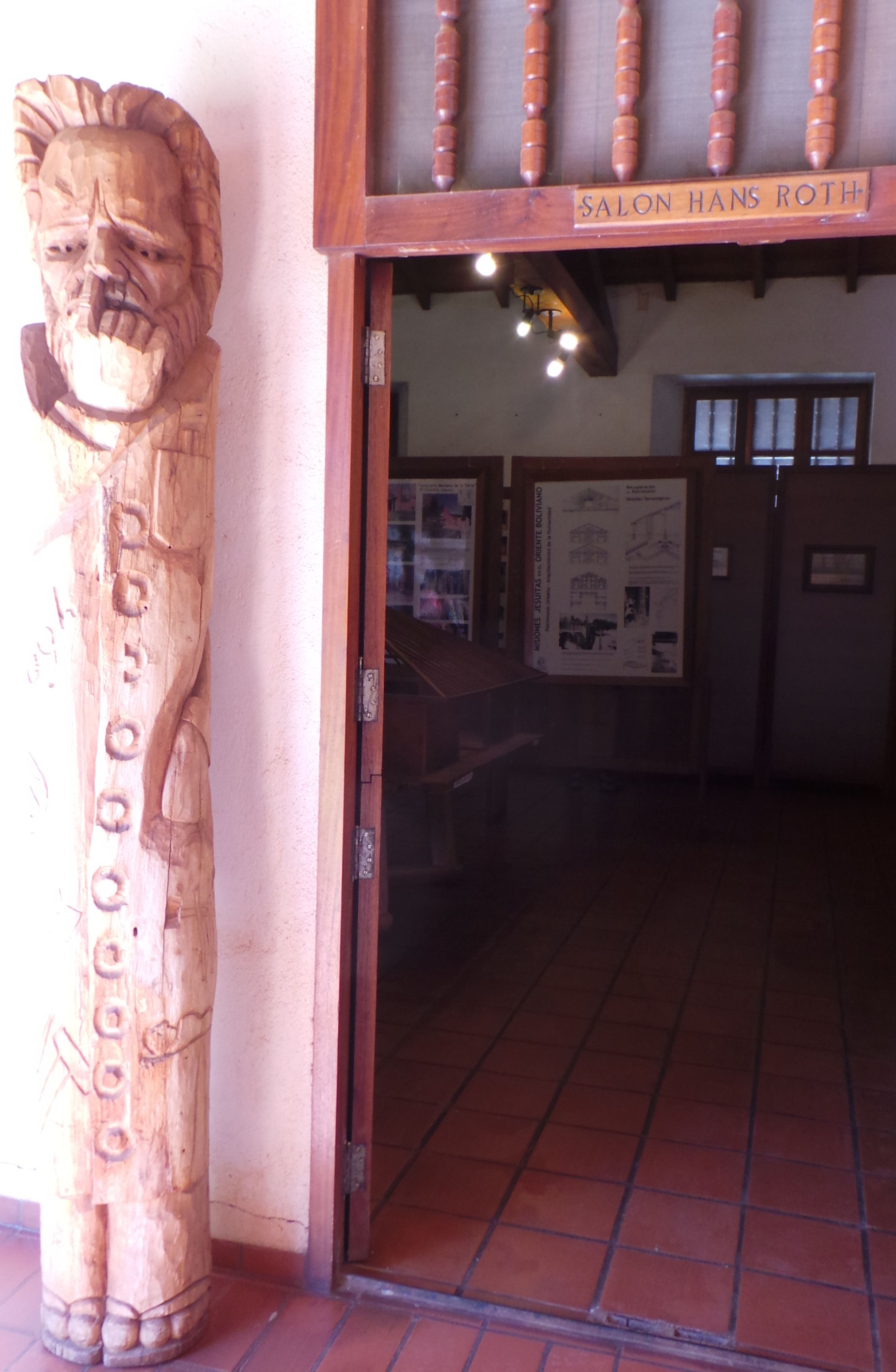
Entrada al Salón Hans Roth Museo Misional de Concepción

### San Ignacio y Santa Ana
En 1992, inició la obra de San Ignacio, y desde 1996 se sumaron a Roth los arquitectos Eckart Kühne, Patrick Walter, José Luis Cabezas y Javier Mendoza en la restauración integral de Santa Ana, en la que se reutilizan los horcones, colocándose también sobre bases de hormigón, además de la restauración de pinturas murales, retablos, mobiliario, órgano, imágenes y el piso cerámico original. En 1997 inició la restauración de Santa Ana de Velasco en su conjunto, iglesia y pueblo.

### Chochís
En 1988 se encargó a Roth un santuario dedicado a la Virgen de la Asunta para conmemorar la tragedia de una noche de enero de 1979 en la que se produjo un accidente de ferrocarril a causa de la lluvia pero nadie murió. Para conmemorar lo que la gente de Chochís consideraba un "milagro" una década después se inició la construcción de un templo que estuviera en la línea arquitectónica de las misiones jesuíticas del siglo XVIII: es el Santuario Mariano de la Torre inaugurado el 15 de agosto de 1992, donde tuvo Roth tuvo la mayor libertad creativa. Construido en piedra arenisca roja, es uno de los monumentos que en 1996 postuló al premio Mies van de Rohe de Barcelona. La construcción de piedra ciclópea vista intenta formar parte de la naturaleza circundante. La pequeña capilla central pretende ser un lugar retirado de meditación, formado alrededor del árbol de la vida, de la creación.
En 1994 - 97 realizó la exposición "Martín Schmidt 1697-1772" en Lucerna-Suiza, Santa Cruz y La Paz en colaboración con Eckart Kuehne. En 1995 inicia la restauración de la iglesia de San Ignacio de Moxos como proyecto del arquitecto Juan Carlos Ruiz.

## Vida personal
Hans Roth Merz rehusó el voto de castidad sin renunciar a la orden jesuita y optó por ser hermano bajo la condición de adquirir la profesión de arquitecto. En 1975, recuerda su hijo Christian, "mi padre conoció en Concepción a Heydi, una enfermera alemana enviada por Médicos Sin Fronteras, y tiempo después se unieron en matrimonio; vinieron los hijos y vivieron felices, vivimos todos felices en Concepción hasta la muerte de mi padre, en 1999. Luego debimos partir a Santa Cruz porque él era quien tenía el contrato de misionero con la Iglesia". Tuvieron dos hijos Martín y Christian. Este último es también arquitecto especializado en construcciones barroco mestizas, sobre la base de madera y adobe.

## Reconocimiento póstumo
El Museo Misional de Concepción alberga el Salón Hans Roth en el que se muestran algunos de sus trabajos y originales de sus proyectos.